# Ребрикова, Наталия Львовна
Наталия Львовна Ребрикова (род. 15 марта 1949) — российский учёный-ботаник.
Окончила биологический факультет МГУ. Кандидат биологических наук (1978), диссертация «Исследование видового состава грибов, развивающихся на музейных тканях, и разработка методов борьбы и профилактики». С начала 1970-х гг. работает в Государственном научно-исследовательском институте реставрации, в настоящее время заведует биологической лабораторией. Опубликовала монографию «Биология в реставрации» (1999) и пособие «Руководство по диагностике микробиологических повреждений памятников искусства и культуры» (2008).
В 1994 году в составе группы учёных удостоена Государственной премии РФ в области науки и техники «за разработку метода научной реставрации средневековых пергаментных рукописей и реставрацию уникальных рукописных памятников из собраний России».